# Lijst van rijksmonumenten in Tholen (plaats)
De stad Tholen telt 62 inschrijvingen in het rijksmonumentenregister. Hieronder een overzicht.
| Object | Oorspronkelijke functie?  | Bouwjaar                                         | Architect | Locatie                                      | Coördinaten?                  | Nr.?   | Afbeelding |
| --- | ------------------------- | ------------------------------------------------ | --------- | -------------------------------------------- | ----------------------------- | ------ | --- |
| Pand met geverfde lijstgevel. Verhoogd gedeelte boven een opkamer. Voordeuromlijsting met consoles | Woonhuis                  |                                                  |           | Bakstraat 7                                  | 51° 31' 58" NB, 4° 13' 20" OL | 35328  | Meer afbeeldingen |
| Langgestrekt L-vormig hoekpand met rechte gevels van gele steen | Woonhuis                  | 19e eeuw (winkelbetimmering)                     |           | Botermarkt 11                                | 51° 31' 57" NB, 4° 13' 19" OL | 35329  | Meer afbeeldingen |
| Fors onderkelderd hoekpand met zadeldaken en geverfde rechte gevels | Werk-woonhuis             |                                                  |           | Botermarkt 2                                 | 51° 31' 56" NB, 4° 13' 17" OL | 35330  | Fors onderkelderd hoekpand met zadeldaken en geverfde rechte gevels |
| Pand op de hoek van de Hoogstraat en Breestraat met lijstgevel en schuifvensters | Woonhuis                  | 19e eeuw                                         |           | Brugstraat 1                                 | 51° 31' 56" NB, 4° 13' 18" OL | 35331  | Meer afbeeldingen |
| Pand met lange gevel aan de Brugstraat en diverse uitbouwen waarvan een met een langsgevel aan de Botermarkt | Werk-woonhuis             |                                                  |           | Brugstraat 11                                | 51° 31' 56" NB, 4° 13' 20" OL | 35332  | Meer afbeeldingen |
| Fors 5 traveeën breed pand met rechte lijstgevel. Groot formaat schuifvensters. Blauw stenen stoepbordes met smeedijzeren balie. Voordeuromlijsting met snijwerk aan het deurkalf en de posten. Driehoekig bekroonde dakkapellen. Stoeppalen en zij-stoephekken | Woonhuis                  |                                                  |           | Brugstraat 16                                | 51° 31' 56" NB, 4° 13' 21" OL | 35333  | Meer afbeeldingen |
| Perceelsgedeelte van een fors pand | Werk-woonhuis             | begin 19e eeuw (schuifvensters)                  |           | Dalemsestraat 3                              | 51° 31' 56" NB, 4° 13' 16" OL | 35334  | Upload foto |
| Perceelsgedeelte van een fors pand. Het voorste gedeelte onder een schilddak dat geplaatst is voor een oudere bekapping. Geverfde gevel op hardstenen plint. Voordeuromlijsting met consoles. Schuifvensters. Winkelpui ingebroken                              | Werk-woonhuis             | begin 19e eeuw                                   |           | Dalemsestraat 5                              | 51° 31' 57" NB, 4° 13' 16" OL | 35335  | Meer afbeeldingen |
| Zes traveeën breed pand met aan de zijde van de Dalemsestraat verminkte lijst. In de gevel van gele steen schuifvensters met geprofileerde houten onderdorpels en een omlijste voordeur                                                                         | Woonhuis                  | 18e-19e eeuw                                     |           | Dalemsestraat 16                             | 51° 31' 58" NB, 4° 13' 19" OL | 35336  | Meer afbeeldingen |
| Fors L-vormig pand onder schilddak met gepleisterde rechte gevels. Kroonlijst met klossen. Schuifvensters | Woonhuis                  | 19e eeuw                                         |           | Hoogstraat 5                                 | 51° 31' 56" NB, 4° 13' 18" OL | 35337  | Fors L-vormig pand onder schilddak met gepleisterde rechte gevels. Kroonlijst met klossen. Schuifvensters |
| Fors L-vormig pand onder schilddak met gepleisterde rechte gevels. Kroonlijst met klossen | Werk-woonhuis             | 19e eeuw                                         |           | Hoogstraat 13                                | 51° 31' 55" NB, 4° 13' 19" OL | 35338  | Fors L-vormig pand onder schilddak met gepleisterde rechte gevels. Kroonlijst met klossen |
| Fors pand met bakstenen gevel op smalle natuurstenen plint. Twee traveeën aan elke zijde van de risalerende middenpartij | Werk-woonhuis             | 1790                                             |           | Hoogstraat 15                                | 51° 31' 55" NB, 4° 13' 19" OL | 35339  | Fors pand met bakstenen gevel op smalle natuurstenen plint. Twee traveeën aan elke zijde van de risalerende middenpartij |
| Onregelmatig pand waarvan de hoge kap aan de ene zijde aansluit tegen een verminkte zijtrapgevel met sierankers en aan de andere zijde is afgewolfd. Aan de straat een geverfde lijstgevel met schuifvensters en latere winkelpui                               | Woonhuis                  | 17e-19e eeuw                                     |           | Hoogstraat 4                                 | 51° 31' 56" NB, 4° 13' 17" OL | 35341  | Onregelmatig pand waarvan de hoge kap aan de ene zijde aansluit tegen een verminkte zijtrapgevel met sierankers en aan de andere zijde is afgewolfd. Aan de straat een geverfde lijstgevel met schuifvensters en latere winkelpui |
| Stadhuis | Bestuursgebouw en onderdl | derde kwart 15e eeuw                             |           | Hoogstraat 12                                | 51° 31' 55" NB, 4° 13' 17" OL | 35342  | Meer afbeeldingen |
| Rechts van het Stadhuis een ongenummerd pand of pandgedeelte. Vensters met roedenverdeling. Boogpoortje met geprofileerde gemetselde omlijsting waarin een boogvenstertje is opgenomen.                                                                         | Woonhuis                  | 17e eeuw (oorsprong)                             |           | Hoogstraat bij 12                            | 51° 31' 55" NB, 4° 13' 17" OL | 35343  | Meer afbeeldingen |
| Grote of Onze Lieve Vrouwekerk | Kerk en kerkonderdeel     | 15e of 16e eeuw                                  |           | Kerkplein 1                                  | 51° 31' 55" NB, 4° 13' 10" OL | 35344  | Meer afbeeldingen |
| Toren van de Grote of Onze Lieve Vrouwekerk | Kerk en kerkonderdeel     | laatste 14e eeuw (bouw) eind 15e eeuw (verhoogd) |           | Kerkplein 3                                  | 51° 31' 55" NB, 4° 13' 9" OL  | 35345  | Meer afbeeldingen |
| Twee dwarspanden waarin de restanten verscholen zitten van het voormalig gasthuis | Woonhuis                  |                                                  |           | Kerkstraat 9                                 | 51° 31' 55" NB, 4° 13' 14" OL | 35346  | Meer afbeeldingen |
| Dwars pand met geverfde gevel en winkelpui | Werk-woonhuis             | 19e eeuw (winkelpui)                             |           | Kerkstraat 13                                | 51° 31' 55" NB, 4° 13' 14" OL | 35347  | Meer afbeeldingen |
| Verminkt pand met zadeldak | Werk-woonhuis             | 1596 (jaartalankers)                             |           | Kerkstraat 19                                | 51° 31' 55" NB, 4° 13' 14" OL | 35348  | Meer afbeeldingen |
| Pand met trapgevel | Woonhuis                  | 1619 (jaarsteen)                                 |           | Kerkstraat 21                                | 51° 31' 54" NB, 4° 13' 13" OL | 35349  | Meer afbeeldingen |
| Pand met aan de top verminkte trapgevel | Woonhuis                  | 17e eeuw (sierankers)                            |           | Kerkstraat 4                                 | 51° 31' 56" NB, 4° 13' 16" OL | 35350  | Meer afbeeldingen |
| Pand met klokgevel met Lodewijk XV afdekking | Woonhuis                  | 18e eeuw                                         |           | Kerkstraat 10                                | 51° 31' 56" NB, 4° 13' 15" OL | 35351  | Meer afbeeldingen |
| Eenvoudig pand met geverfde gevel waarin kielbogen van de oorspronkelijke architectuur zichtbaar zijn | Woonhuis                  | 17e-19e eeuw                                     |           | Kerkstraat 18                                | 51° 31' 55" NB, 4° 13' 14" OL | 35352  | Meer afbeeldingen |
| Kettinghoeve | Boerderij                 |                                                  |           | Kettingdijk 5                                | 51° 31' 41" NB, 4° 10' 7" OL  | 35353  | Meer afbeeldingen |
| Pand met wit geverfde zijgevel, schilddak met hoekpirons, echte gevel met sierankers, geprofileerde bogen met metselmozaïek, geprofileerde waterlijst en gebeeldhouwde steen                                                                                    | Woonhuis                  | 1819                                             |           | Markt 1                                      | 51° 31' 54" NB, 4° 13' 13" OL | 35354  | Meer afbeeldingen |
| Pand met ingezwenkte lijstgevel, waarin wellicht nog restanten van de 17e-eeuwse toestand aanwezig zullen zijn, bijvoorbeeld de boogvullingen van metselmozaïek                                                                                                 | Woonhuis                  | 17e-19e eeuw                                     |           | Markt 3                                      | 51° 31' 54" NB, 4° 13' 14" OL | 35355  | Meer afbeeldingen |
| Pand met verminkte top en kap en beneden vensters | Woonhuis                  | 17e eeuw                                         |           | Markt 5                                      | 51° 31' 54" NB, 4° 13' 14" OL | 35356  | Meer afbeeldingen |
| Pand met rechte gevel onder een laag omlopend schilddak | Werk-woonhuis             | 18e-20e eeuw                                     |           | Markt 7                                      | 51° 31' 54" NB, 4° 13' 14" OL | 35357  | Meer afbeeldingen |
| Pand met gepleisterde gevel en café-pui | Werk-woonhuis             | 17e eeuw                                         |           | Markt 11                                     | 51° 31' 53" NB, 4° 13' 15" OL | 35358  | Meer afbeeldingen |
| Fors pand met gepleisterde en geverfde lijstgevel | Woonhuis                  | 19e eeuw (voordeuromlijsting)                    |           | Markt 17                                     | 51° 31' 53" NB, 4° 13' 15" OL | 35359  | Meer afbeeldingen |
| Fors pand met gepleisterde en geverfde lijstgevel | Werk-woonhuis             |                                                  |           | Markt 19                                     | 51° 31' 53" NB, 4° 13' 16" OL | 35360  | Meer afbeeldingen |
| Ford pand met gepleisterde en geverfde lijstgevel | Woonhuis                  |                                                  |           | Markt 21                                     | 51° 31' 53" NB, 4° 13' 16" OL | 35361  | Meer afbeeldingen |
| Restanten | Woonhuis                  | 1778                                             |           | Markt 26                                     | 51° 31' 51" NB, 4° 13' 16" OL | 35362  | Meer afbeeldingen |
| Marktpomp | Straatmeubilair           | ca. 1760                                         |           | Marktpomp op Markt                           | 51° 31' 53" NB, 4° 13' 14" OL | 35363  | Meer afbeeldingen |
| De Hoop | Industrie- en poldermolen | 1736                                             |           | Oudelandse Poort 25                          | 51° 31' 55" NB, 4° 13' 1" OL  | 35364  | Meer afbeeldingen |
| Pand met aan de straatzijde een trapgevel | Woonhuis                  | 1622 (sier- en jaartalankers)                    |           | Stoofstraat 5                                | 51° 31' 53" NB, 4° 13' 18" OL | 35365  | Meer afbeeldingen |
| Pand met aan de straatzijde een trapgevel | Woonhuis                  | 1622 (sier- en jaartalankers)                    |           | Stoofstraat 7                                | 51° 31' 53" NB, 4° 13' 18" OL | 35366  | Meer afbeeldingen |
| Plantage | Woonhuis                  | 1768 (jaarankers)                                |           | Mosselhoekseweg 6                            | 51° 31' 4" NB, 4° 12' 25" OL  | 35367  | Meer afbeeldingen |
| Omwalling | Fort, vesting en -onderdl |                                                  |           | Omwalling van stad                           | 51° 31' 54" NB, 4° 13' 2" OL  | 46924  | Upload foto |
| Stadszicht | Woonhuis                  | 1909                                             |           | Luchtenburgseweg 4                           | 51° 31' 58" NB, 4° 12' 28" OL | 495971 | Meer afbeeldingen |
| Bruggetje | Brug                      | 1910                                             |           | Luchtenburgseweg 4                           | 51° 31' 58" NB, 4° 12' 28" OL | 495979 | Bruggetje |
| Ostrea | Woonhuis                  | 1903                                             |           | Hertenkamp 3                                 | 51° 31' 46" NB, 4° 12' 57" OL | 495990 | Ostrea |
| Eenvoudig roodbruin bakstenen koetshuis, gedateerd 1903, met zadeldak gedekt met rode kruispannen | Bijgebouwen kastelen enz. | 1903                                             |           | Hertenkamp 3                                 | 51° 31' 46" NB, 4° 12' 57" OL | 495997 | Upload foto |
| R.K. Onze Lieve Vrouwekerk | Kerk en kerkonderdeel     | 1900                                             | P. Snel   | Markt 22                                     | 51° 31' 52" NB, 4° 13' 14" OL | 496069 | Meer afbeeldingen |
| Fors hoekpand met verdieping | Werk-woonhuis             | 1894                                             |           | Botermarkt 1                                 | 51° 31' 57" NB, 4° 13' 17" OL | 496110 | Fors hoekpand met verdieping |
| Bastion I | Fort, vesting en -onderdl |                                                  |           | Bastion met terreplein en gracht             | 51° 31' 47" NB, 4° 13' 17" OL | 500161 | Upload foto |
| Courtine I-II | Omwalling                 |                                                  |           | Courtine I-II met gracht                     | 51° 31' 47" NB, 4° 13' 17" OL | 500162 | Upload foto |
| Bastion II | Fort, vesting en -onderdl |                                                  |           | Bastion II met gracht                        | 51° 31' 46" NB, 4° 13' 13" OL | 500163 | Upload foto |
| Courtine II-III | Omwalling                 |                                                  |           | Courtine II-III met gracht                   | 51° 31' 54" NB, 4° 13' 2" OL  | 500164 | Courtine II-III |
| Bastion III | Fort, vesting en -onderdl |                                                  |           | Bastion III met terreplein en gracht         | 51° 31' 50" NB, 4° 13' 0" OL  | 500165 | Upload foto |
| Courtine III-IV | Omwalling                 |                                                  |           | Courtine III-IV met gracht                   | 51° 31' 56" NB, 4° 13' 2" OL  | 500166 | Upload foto |
| Bastion IV | Fort, vesting en -onderdl |                                                  |           | Bastion IV met gracht                        | 51° 31' 56" NB, 4° 13' 2" OL  | 500167 | Upload foto |
| Courtine IV-V | Omwalling                 |                                                  |           | Courtine IV-V met gracht                     | 51° 31' 56" NB, 4° 13' 2" OL  | 500168 | Upload foto |
| Bastion V | Fort, vesting en -onderdl |                                                  |           | Bastion V met terreplein en gracht           | 51° 31' 59" NB, 4° 13' 3" OL  | 500169 | Upload foto |
| Courtine V-VI | Omwalling                 |                                                  |           | Courtine V-VI met gracht                     | 51° 32' 6" NB, 4° 13' 13" OL  | 500170 | Upload foto |
| Bastion VI | Fort, vesting en -onderdl |                                                  |           | Bastion VI met terreplein                    | 51° 32' 6" NB, 4° 13' 13" OL  | 500171 | Upload foto |
| Courtine VI-VII | Omwalling                 |                                                  |           | Courtine VI-VII met gracht                   | 51° 32' 6" NB, 4° 13' 13" OL  | 500172 | Upload foto |
| Rivierfront | Fort, vesting en -onderdl |                                                  |           | Rivierfront van Eendrachtsweg tot Brugstraat | 51° 31' 53" NB, 4° 13' 27" OL | 500173 | Upload foto |
| Terrein waarin een terp met daarin de restanten van de kerk en de begravingen van het voormalige dorp Schakerloo | Archeologisch monument    |                                                  |           | Oudeland bij 6                               | 51° 31' 15" NB, 4° 11' 42" OL | 526851 | Upload foto |
| De Verwachting | Korenmolen                | 1848 (bouw) 2009 (hersteld)                      |           | Vlasmarkt 1                                  | 51° 31' 50" NB, 4° 13' 11" OL | 527659 | Meer afbeeldingen |